# Chema Muñoz
José María Muñoz Diego (n. Santander, Cantabria, España; 1950), conocido artísticamente como Chema Muñoz, es un actor español.

## Biografía
Estudió la carrera de Empresariales en Santander. Posteriormente decidió dedicarse por entero a su carrera como actor.

## Carrera
Ha trabajado bajo las órdenes de importantes directores españoles como Juan Antonio Bardem, Alfonso Ungría, Imanol Uribe, Pilar Miró, José María Forqué, Jose Carlos Plaza, William Layton o Santiago Ramos.
Ha participado en numerosas series de televisión tales como Motivos personales, SMS, El comisario, Doctor Mateo, Policías, en el corazón de la calle, o Compañeros.
En 2011 obtiene el premio al Mejor Actor de Reparto en la categoría de Teatro en la XXI Edición de los Premios de la Unión de Actores por su trabajo en Veraneantes.

## Filmografía
- Niños desaparecidos (Alfredo Montero Mayans)
- El puente (Juan Antonio Bardem)
- Soldados (Alfonso Ungría)
- Siete días de enero (Juan Antonio Bardem)
- La fuga de Segovia (Imanol Uribe)
- La conquista de Albania (Alfonso Ungría)
- Luna de agosto (Juan Miñón)
- Mi hermano del alma (Mariano Barroso)
- Como un relámpago (Miguel Hermoso)
- África (Alfonso Ungría)
- Tu nombre envenena mis sueños (Pilar Miró)
- Entre las piernas (Manuel Gómez Pereira)
- El deseo de ser piel roja (Alfonso Ungria)
- Una preciosa puesta de sol (Álvaro del Amo)
- Lobo (Miguel Courtois)
- El muchacho del Copacabana (Angelo Rizzo)
- Por amor al arte (Patxo Tellería / Aitor Mazo)
- Clara no es nombre de mujer (Pepe Carbajo)

## Televisión
- Cervantes (Alfonso Ungría)
- Pablo y Virginia (Jaime Chávarri)
- Teresa de Jesús (Josefina Molina)
- Los desastres de la guerra (Mario Camus)
- Miguel Servet, la sangre y la ceniza (José María Forqué)
- Gatos en el tejado (Alfonso Ungría)
- Vísperas (Eugenio Martín)
- Las chicas de hoy en día (Fernando Colomo)
- Hasta luego cocodrilo (Alfonso Ungría)
- La mujer de tu vida (Miguel Hermoso)
- Lorca, muerte de un poeta (Juan Antonio Bardem)
- El destino en sus manos (Manuel Gómez Pereira)
- Compañeros (Manuel Valdivia)
- Policías, en el corazón de la calle (Serie Antena 3 TV)
- Géminis, venganza de amor (Pepe Pavón)
- El comisario (Serie Tele5)
- Motivos personales (Serie Tele5)
- SMS (Serie La Sexta)
- Planta 25 (Serie TV)
- UCO (Miguel Albaladejo)
- Hermanos y detectives (Serie Tele 5)
- Doctor Mateo (Serie Antena 3 TV)
- Águila Roja (Serie TVE)

## Teatro
- Tío Vania (William Layton)
- Así que pasen cinco años (Miguel Narros)
- Calderón (Guillermo Heras)
- Las bicicletas son para el verano (José Carlos Plaza)
- El jardín de los cerezos (William Layton)
- Luces de bohemia (Lluis Pascual)
- La vida de Eduardo II de Inglaterra  (Lluis Pascual)
- Hamlet (José Carlos Plaza)
- Comedias bárbaras (José Carlos Plaza)
- Historias de zoo (William Layton)
- El mercader de Venecia (José Carlos Plaza)
- Marat-Sade (Miguel Narros)
- Seis personajes en busca de autor (Miguel Narros)
- Métele caña (Santiago Ramos)
- Antonio y Cleopatra (José Carlos Plaza)
- Panorama desde el puente (Miguel Narros)
- 10 (Tamzin Townsend)
- Fedra (José Carlos Plaza), junto a Ana Belén, Fran Perea, y Alicia Hermida
- Veraneantes (Miguel del Arco)